# Mike Natyshak
Mike Natyshak (né le 29 novembre 1963 à Belle River, Ontario, au Canada) est un joueur professionnel canadien de hockey sur glace.

## Carrière de joueur
Ancien joueur choix au repêchage des Nordiques de Québec, il ne joue que deux saisons professionnelles. Il joue quelques parties avec les Nordiques, mais évolue la majorité de sa première saison avec l'Express de Fredericton de la Ligue américaine de hockey. Il se joint aux Komets de Fort Wayne de la Ligue internationale de hockey la saison suivante avant de se retirer du hockey professionnel.

## Statistiques
| Saison     | Équipe                                | Ligue      |    | Saison régulière | Saison régulière | Saison régulière | Saison régulière | Saison régulière |   | Séries éliminatoires | Séries éliminatoires | Séries éliminatoires | Séries éliminatoires | Séries éliminatoires |
| Saison     | Équipe                                | Ligue      | PJ | B                | A                | Pts              | Pun              | PJ               | B | A                    | Pts                  | Pun                  |                      |                      |
| 1979-1980  | Canadians de Belle River              | OHA-C      | 3  | 0                | 1                | 1                | 0                | -                | - | -                    | -                    | -                    |                      |                      |
| 1980-1981  | Canadians de Belle River              | OHA-C      | 23 | 5                | 12               | 17               | 95               | -                | - | -                    | -                    | -                    |                      |                      |
| 1981-1982  | Canadians de Belle River              | OHA-C      |    |                  |                  |                  |                  |                  |   |                      |                      |                      |                      |                      |
| 1982-1983  | Blues de Windsor                      | OHA-B      | 22 | 16               | 18               | 34               | -                | -                | - | -                    | -                    | -                    |                      |                      |
| 1983-1984  | Falcons de l'Université Bowling Green | NCAA       | 19 | 0                | 0                | 0                | 0                | -                | - | -                    | -                    | -                    |                      |                      |
| 1984-1985  | Falcons de l'Université Bowling Green | NCAA       | 38 | 4                | 9                | 13               | 79               | -                | - | -                    | -                    | -                    |                      |                      |
| 1985-1986  | Falcons de l'Université Bowling Green | NCAA       | 40 | 3                | 5                | 8                | 62               | -                | - | -                    | -                    | -                    |                      |                      |
| 1986-1987  | Falcons de l'Université Bowling Green | NCAA       | 45 | 5                | 10               | 15               | 101              | -                | - | -                    | -                    | -                    |                      |                      |
| 1987-1988  | Express de Fredericton                | LAH        | 46 | 5                | 9                | 14               | 84               | 6                | 0 | 3                    | 3                    | 13                   |                      |                      |
| 1987-1988  | Nordiques de Québec                   | LNH        | 4  | 0                | 0                | 0                | 0                | -                | - | -                    | -                    | -                    |                      |                      |
| 1988-1989  | Komets de Fort Wayne                  | LIH        | 48 | 5                | 9                | 14               | 95               | 3                | 0 | 0                    | 0                    | 0                    |                      |                      |
| Totaux LNH | Totaux LNH                            | Totaux LNH | 4  | 0                | 0                | 0                | 0                | -                | - | -                    | -                    | -                    |                      |                      |

## Trophées et honneurs personnels
- 1986 : repêché par les Nordiques de Québec en 1re ronde, à la 19e position au repêchage supplémentaire